# TeleKommando
TeleKommando (mando a distancia + juego en alemán) es un colectivo audiovisual internacional creado en el inicio de 2004 en São Paulo, Brasil juntando profesionales y artistas de diversas áreas y orígenes geográficos que trabajan con vídeo, diseño, fotografía, programación, VJing, DJing, performance e intervención urbana.

## Miembros del colectivo
TeleKommando está actualmente formado por Nacho Durán (Oviedo, España), Mariana Rillo (Bahía Blanca, Argentina), George Queiroz (Belo Horizonte, Brasil), Dirk Böll (Essen, Alemania), Alessandra Cestac ( São Paulo, Brasil) y Camilla Ribas (São Paulo, Brasil).

## Presentaciones realizadas
Se presentaron en clubs, festivales y eventos artísticos en Brasil, Argentina, España y Portugal como T.E.M.P. (São Paulo, Brasil), Skol Beats (São Paulo, Brasil), Eletrônika, (Belo Horizonte, Brasil), Motomix (São Paulo, Brasil), FILE Hipersônica (São Paulo, Brasil), VJBr (Río de Janeiro, Brasil), y Dezcalabro (Lisboa, Portugal).

### FILE Hipersônica
En el FILE Hipersônica, São Paulo, 2005 realizaron una performance audiovisual llamada ‘Vedute di San Paolo Moderna’, una relectura en audio y vídeo del cuadro ‘Vedute di Roma Moderna’ (Vistas de Roma Moderna, 1759) del pintor italiano Giovanni Paolo Panini con la música de Fatal Error DJs, Jan (Helsinki, Finlandia) y Decko Breaks (São Paulo, Brasil), y la bici-electro-percusiva construida por el percusionista Dê Portela (Recife, Brasil).